# Franc Snoj
Franc Snoj, slovenski politik in gospodarstvenik, * 28. januar 1902, Zagorje ob Savi, † 22. april 1962, Ljubljana.
Franc Snoj je bil viden politik Slovenske ljudske stranke. Udejstvoval se je v mladinskih organizacijah SLS in leta 1937 postal predsednik Zveze gasilcev Jugoslavije. Na volitvah leta 1938 je bil izvoljen v jugoslovansko narodno skupščino. Kot minister brez listnice je sodeloval v treh vladah: od decembra 1938 v drugi Stojadinovićevi vladi, od februarja 1939 v Cvetkovićevi vladi in od marca 1941 v Simovićevi vladi.
V času druge svetovne vojne je s člani jugoslovanske vlade emigriral v ZDA in nato v London, kjer si je prizadeval za osvoboditev Jugoslavija in določitev pravičnejših meja za Slovenijo. Leta 1944 se je ob sodelovanju z zavezniki ilegalno vrnil v domovino. V sodelovanju s partizani je ob privoljenju Josipa Broza Tita in Edvarda Kardelja iz osvobojenega ozemlja poizkušal prepričati domobrance naj prestopijo na partizansko stran in se uprejo okupatorju. Konec vojne je dočakal v glavnem štabu NOB v Kočevju.
Po vojni je postal minister za promet v narodni vladi Slovenije. Povezal se je s Črtomirjem Nagodetom in z drugimi liberalci ter poizkušal z njimi oblikovati politično opozicijo. Leta 1945 je poizkušal v okviru OF ustanoviti novo stranko, a je zaradi nasprotovanja oblasti odstopil od namere. Bil je prvi, ki je nasprotoval poboju domobrancev v Kočevskem rogu brez sojenja. Njegovemu nasprotovanju se je pridružil tudi Edvard Kocbek. Leta 1947 je bil zaradi omenjenih aktivnosti aretiran in na Nagodetovem procesu obsojen na 8 let zapora s prisilnim delom in odvzemom vseh državljanskih pravic. Izpuščen je bil po štirih letih.  